# Bāzargān Maḩalleh
Bāzargān Maḩalleh (persiska: بازرگان محله) är en ort i Iran.   Den ligger i provinsen Gilan, i den norra delen av landet, 180 km nordväst om huvudstaden Teheran. Antalet invånare är 203.
Terrängen runt Bāzargān Maḩalleh är platt åt nordost, men åt sydväst är den kuperad. Runt Bāzargān Maḩalleh är det ganska tätbefolkat, med 134 invånare per kvadratkilometer. Närmaste större samhälle är Langarud, 17,6 km nordväst om Bāzargān Maḩalleh. Trakten runt Bāzargān Maḩalleh består till största delen av jordbruksmark.